# Accident minier de Soma
L'accident minier de Soma, survenu le 13 mai 2014 à 15 h 10 (UTC+2), est une explosion minière ayant fait 301 victimes,.
Il est à ce jour la catastrophe industrielle la plus grave survenue en Turquie depuis la catastrophe de Kozlu qui a fait 263 morts le 3 mars 1992.
Un deuil national de trois jours est décrété. Des manifestations contre le gouvernement de Recep Tayyip Erdoğan sont organisées dans plusieurs villes notamment à Izmir,. Deux jours après l'accident, quatre syndicats professionnels appellent à la grève.
La mine appartient au groupe minier  Soma Kömür İşletmeleri A.Ş,.

## Accident
Le 13 mai 2014, près de 800 mineurs sont au travail quand un incendie se déclare dans un des puits, les prenant au piège dans les galeries. Celui-ci s'étend rapidement et de nombreux mineurs succombent rapidement aux flammes et aux émanations toxiques de monoxyde de carbone.

## Procès
Le 13 avril 2015 s'ouvre le procès de la catastrophe à 50 km des lieux du drame, dans le petit tribunal d'Akhisar. Trente-sept personnes sont jugées.
Le 11 juillet 2018, l'ancien PDG Can Gürkan est condamné à quinze ans de prison pour avoir négligé la sécurité des mineurs au profit de la rentabilité de la mine. Le directeur général, Ramazan Doğru, et le directeur technique, Ismail Adali, reçoivent des peines de vingt-deux ans et six mois tandis que le directeur des opérations, Akın Çelik, et le responsable technique, Ertan Ersoy, sont eux condamnés à dix-huit ans et neuf mois de prison. Can Gürkan a été libéré en avril 2020 avec une interdiction de sortie du territoire grâce à une amnistie dans le cadre de la pandémie de Covid-19.